# Drosophila sannio
Drosophila sannio este o specie de muște din genul Drosophila, familia Drosophilidae, descrisă de Gornostayev în anul 1991.
Este endemică în Kazakhstan. Conform Catalogue of Life specia Drosophila sannio nu are subspecii cunoscute.